# Tanyptera perangusta
Tanyptera perangusta är en tvåvingeart som beskrevs av Alexander 1953. Tanyptera perangusta ingår i släktet Tanyptera och familjen storharkrankar. Inga underarter finns listade i Catalogue of Life.